# 최경희 (교육인)
최경희(崔京姬, 1962년 5월 24일 ~ )는 대한민국의 교육인이다. 제15대 이화여자대학교 총장을 지냈으며 제7대 창신대학교 총장이다. 2016년 이화여자대학교 정부 사업 유치 과정에서 학내 구성원과의 마찰이 발생하였으며 이후 사임했다.이후 2025년 2월 17일, 창신대학교 총장으로 부임했다.

## 학력
- 이화여자대학교 과학교육 학사
- 이화여자대학교 교육대학원 교육학 석사
- 템플대학교 대학원 물리학 석사
- 템플대학교 대학원 과학교육학 박사
- 하버드대학교 경영대학원 AMP
- 서울과학종합대학원대학교 경영학 박사

## 경력
- 1994년 이화여자대학교 사범대학 과학교육과 교수
- 이화여자대학교 사범대학장
- 대통령직속 교육혁신위원회 위원
- 한국환경교육학회 회장
- 학습자중심교과교육학회 회장
- 2014년 ~ 2016년 10월 : 제15대 이화여자대학교 총장
- 2020년 3월 ~ 2025년 2월 : 부영그룹 교육담당 고문
- 2025년 2월 17일 ~ 현재 : 제7대 창신대학교 총장